# Carlos Palma
Carlos Daniel Palma Heinicke (Lima, 7 de junio de 1987) es un comediante, comunicador y locutor peruano. Alcanzó reconocimiento por su faceta cómica, desempeñándose en el stand up, y por ser el fundador y director del colectivo artístico El Club de la Comedia.

## Biografía
Nació el 7 de junio de 1987 en Lima, bajo el nombre completo de Carlos Daniel Palma Heinicke. Realizó sus estudios escolares en el Colegio Champagnat y, años más tarde, tras concluir la secundaria, estudió la carrera de Comunicación en la Universidad de Lima, siendo finalmente egresado.
A lo paralelo, inicia su incursión por sus dotes artísticos en la comedia, en la cual Palma llevaría talleres de improvisación teatral de la mano de Fabiola Arteaga. Pero fue hasta el año 2008, cuando concursaría en el Campeonato de Stand Up Comedy, donde se consagró campeón del concurso, dando así el comienzo de su carrera artística.
Adicionalmente, debuta como locutor de radio a partir de 2010, asumiendo la conducción del programa radial Lengua larga, por Studio 92, permaneciendo por poco tiempo. Años más tarde, vuelve a la dicha emisora en 2021 como presentador del programa Stalkeando hasta 2022.
En 2011, se une junto a Guillermo Castañeda y Gachi Rivero para fundar el colectivo artístico El Club de la Comedia, donde se desempeña en la actualidad como director y fundador de la dicha compañía.
En el año 2012, estrena su primer unipersonal, Maldito amor, siendo estrenado en la Estación de Barranco durante el mes de abril del mismo año, y participó como conductor y productor general de la emisora web Coca-Cola FM.
En el año 2016, Palma participa en el Primer Festival de Stand Up Comedy, realizado en el Centro Cultural de la Pontificia Universidad Católica del Perú, quedando en los primeros lugares. En el año 2018, lanza y protagoniza su nuevo unipersonal, Me llega al Twitter, estrenado en el Centro Cultural de la Universidad de Lima.
Palma incursiona en la actuación, sumándose al reparto protagónico de la teleserie Pensión Soto, en 2017, junto a los actores Tatiana Astengo, Giovanni Ciccia, Ximena Díaz y Nataniel Sánchez, interpretando a Antonio «Toño» Soto, el sobrino de la protagonista Soila Soto.
Volvió a trabajar con Castañeda y Rivero en la obra cómica peruana Se busca un comediante, en 2019, además de contar con el también cómico Mateo Garrido Lecca en el elenco principal, retomando el mismo rol con la segunda temporada de 2020 en el Teatro Pirandello. Durante esa época, tuvo unas breves participaciones en las películas La peor de mis bodas 2 (2019), La peor de mis bodas 3 (2023) y Soy inocente (2023).[cita requerida]
Durante la pandemia de COVID-19, fue partícipe del espectáculo Mike's Comedy 360, en formato virtual, junto a Castañeda y Rivero en 2021. En ese año, fue conductor del pódcast Emprendedioses, por la emisora Radio Oxígeno, compartiendo el formato junto al «Chato» Cerna, cuya sinopsis es relacionado con el emprendimiento en el Perú. Al año siguiente, protagoniza su unipersonal El show de Carlos Palma, durante una temporada en el Teatro Británico, y condujo el pódcast No vale picarse.
Palma fue anunciado como concursante del programa culinario El gran chef famosos, de Latina Televisión, en 2024, compitiendo contra otras celebridades del medio local. Previo a ello, fue protagonista de su unipersonal Leit Nait, donde ha realizado parodias de los programas de medianoche de la televisión estadounidense, manteniendo su estilo cómico.

## Créditos

### Televisión
- Polizontes (2010-2012), reportero, Plus TV;
- Pensión Soto (2017), Antonio «Toño» Soto, Latina Televisión;
- El gran chef famosos (2024), participante de la novena temporada, Latina Televisión.

### Radio
- Lengua larga (2010-2011), presentador y locutor, Studio 92;
- Coca-Cola FM (2012), locutor y productor;
- Stalkeando (2021-2022), locutor y presentador, Studio 92.

### Pódcast
- Emprendedioses (2021-2022), presentador;
- No vale picarse (desde 2022), presentador.

### Unipersonales
- Maldito amor (2012), comediante;
- Me llega al Twitter (2015-2018), comediante y protagonista;
- Se busca un comediante (2019-2020), comediante y reparto principal;
- Mike's Comedy 360 (2021), comediante;
- Leit Nait (2024), comediante y protagonista.

## Cine
- La peor de mis bodas 2 (2019), Fernando;
- La peor de mis bodas 3 (2023), Fernando;
- Soy inocente (2023).